# Alexandre de Malonne
Pour les articles homonymes, voir Malonne (homonymie).

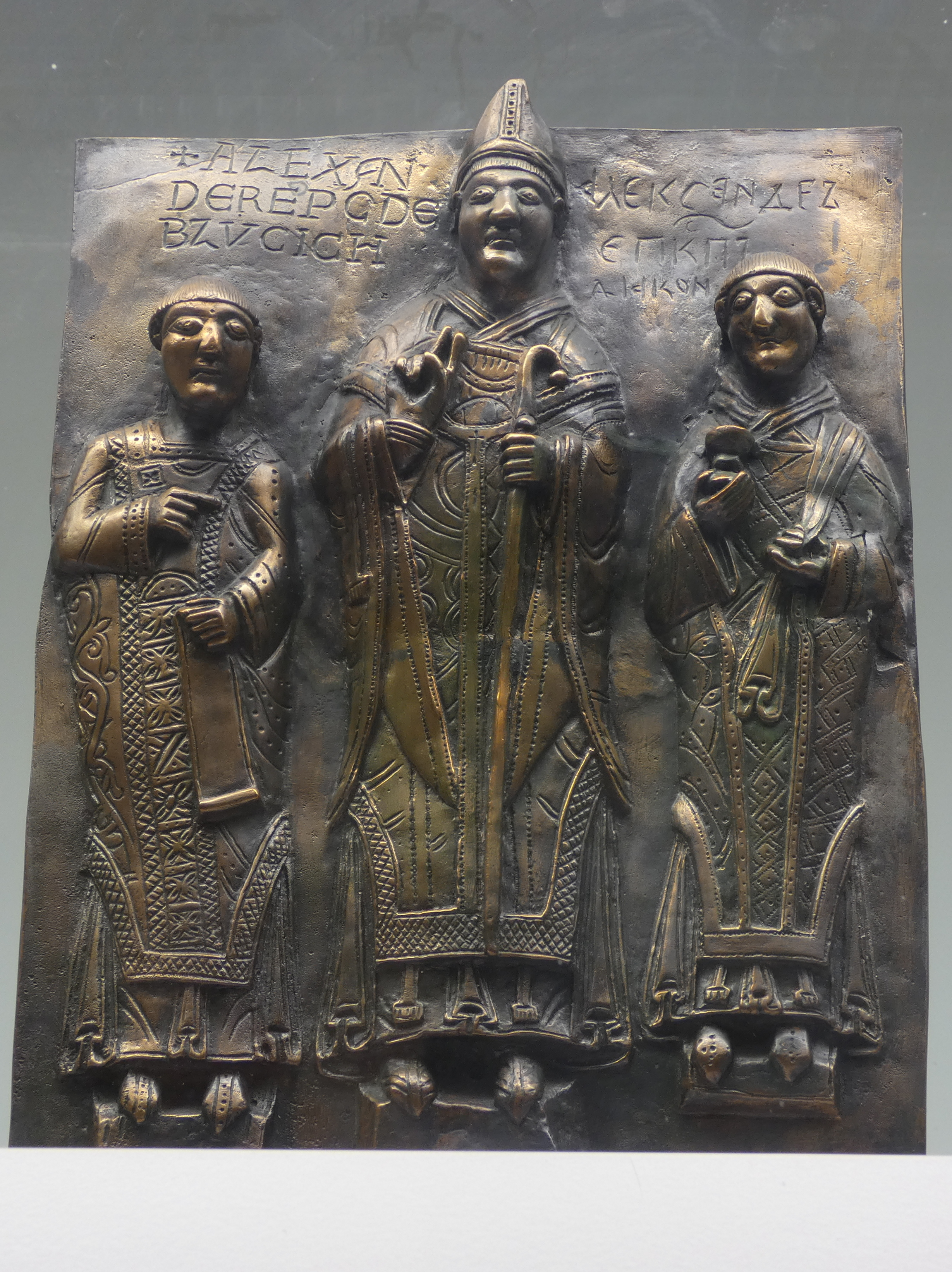
Alexandre de Malonne et deux diacres; Kulturhistorisches Museum de Magdebourg

Alexandre de Malonne (? – 9 mars 1156), en polonais Aleksander z Malonne, a été évêque de Płock de 1129 à 1156.
Alexandre est arrivé en Pologne en provenance de Malonne, près de Namur. Il était accompagné de son jeune frère Wauthier qui est devenu évêque de Wrocław. 
Humaniste, Alexandre de Malonne est resté dans l’histoire comme mécène des arts et bâtisseur d’églises. Il a fait construire une cathédrale à Płock (1130-1144) et des portes monumentales qui y conduisent (1152-1154). Ce sont des chefs-d’œuvre de l’art roman en Pologne. Il a également fondé un cloître à Czerwińsk nad Wisłą où il a installé l'Ordre des chanoines réguliers du Latran. 